# Rebecca Soni
Rebecca Soni, née le 18 mars 1987 à Freehold dans le New Jersey, est une nageuse américaine d'origine hongroise spécialiste de la brasse. Elle est notamment double championne olympique sur 200 m brasse. Elle s'entraîne au sein de l'Université de la Californie méridionale dans le club de l'USC Trojans avec lequel elle a remporté plusieurs victoires aux championnats NCAA.

## Biographie
Rebecca Soni monte pour la première fois sur un podium aux championnats nationaux en finissant seconde aux championnats d'été de 2003. Elle réédite pareille performance l'année suivante mais rate les Sélections olympiques américaines pour les Jeux d'Athènes. L'Américaine remporte son premier titre national en 2005 sur 200 m brasse mais ne parvient toujours pas à obtenir une sélection en équipe nationale. Lors de l'Universiade de 2005, elle remporte deux médailles d'argent sur 100 et 200 m brasse. En 2006, elle est sélectionnée pour la première fois en équipe nationale senior lors des championnats du monde en petit bassin. Alignée sur 200 m brasse, elle termine au pied du podium. L'année suivante, elle réalise le doublé 100–200 m lors des championnats nationaux d'été.
En juin 2008, Rebecca Soni dispute pour la seconde fois après 2004 les Sélections olympiques avec pour objectif la qualification pour les Jeux olympiques d'été de 2008.
Sur 100 m, Soni échoue au quatrième rang, insuffisant puisque seules les deux premières sont qualifiées pour les Jeux olympiques. L’Américaine se rattrape sur 200 m brasse en remportant la course devant la championne olympique en titre Amanda Beard. Elle bat à cette occasion son meilleur temps personnel en 2 min 22 s 60, tout près du record national de Beard (2 min 22 s 44). La nageuse se qualifie donc pour le rendez-vous de Pékin dans une épreuve, le 200 m brasse.
Fin juillet pourtant, la vainqueur des Sélections sur 100 m brasse, Jessica Hardy, est suspendue après un contrôle antidopage positif effectué à Omaha. Quatrième de la finale du 100 m, Rebecca Soni est désignée pour la remplacer puisque la troisième, Tara Kirk, ne s'est qualifiée dans aucune autre épreuve des Jeux.
Aux Jeux olympiques, la nageuse se qualifie aisément pour la finale du 100 m avec le second temps des demi-finales. En finale, elle vire en cinquième position à mi-course mais parvient à dépasser ses adversaires dans la deuxième longueur de bassin pour obtenir la seconde place de la course en 1 min 6 s 73, nouveau record personnel. Elle échoue cependant loin de l'Australienne Leisel Jones qui devance d'une seconde et demie l'Américaine.
En 2009, lors des Mondiaux à Rome, elle devient championne du monde pour la première fois de sa carrière en remportant la finale du 100 m brasse. Elle obtient également la médaille d'argent sur 50 m brasse. 
Aux Championnats du monde de natation en petit bassin 2010 elle remporte trois médailles d'or (50 m brasse, 100 m brasse, 200 m brasse) et une médaille d'argent (relais 4 × 100 m quatre nages). 
Un an plus tard, lors des Mondiaux de Shanghai, elle remporte la finale du 100 m brasse, conservant ainsi son titre acquis en 2009. Elle s'impose également en finale du 200 m brasse en 2 min 21 s 47 décrochant son premier titre mondial sur cette distance.
En 2012, lors des Jeux olympiques de Londres, elle vise le doublé 100 m 200 m brasse. Sur le 100 m brasse elle réalise le deuxième temps des séries et de la demi-finale, derrière la nageuse lituanienne de 15 ans Rūta Meilutytė. Lors de la finale, après un départ moyen, elle accélère dans le deuxième 50 m mais ne parvient pas à revenir sur le jeune lituanienne, et échoue à seulement 8 centièmes de la médaille d'or. Comme en 2008, elle obtient la médaille d'argent.
Sur le 200 m brasse, où elle est tenante du titre, elle réalise le meilleur temps de series avant d'impressionner en demi-finale en battant le record du monde en 2 min 20 s 00. Archi-favorite de la finale, elle décide de faire la course en tête dès la deuxième longueur de bassin, et s'impose facilement en améliorant largement son record du monde de la veille en 2 min 19 s 59, devenant ainsi la première femme à passer la barrière des 2 min 20 s, un « rêve » pour elle. Elle participe notamment à la finale du relais 4 × 100 m quatre nages avec Missy Franklin (dos), Dana Vollmer (papillon) et Allison Schmitt (nage libre). Elle nage son relais (brasse) en 1 min 04 s 82 et établit avec ses coéquipières un nouveau record du monde de l'épreuve en 3 min 52 s 05, améliorant le précédent record de 14 centièmes.
En janvier 2014, Rebecca Soni annonce la fin de sa carrière de nageuse.

## Palmarès

### Jeux olympiques
- Jeux olympiques de 2008 à Pékin (Chine) :
  -  Médaille d'or sur 200 m brasse.
  -  Médaille d'argent sur 100 m brasse.
  -  Médaille d'argent sur le relais 4 × 100 m 4 nages
- Jeux olympiques de 2012 à Londres (Royaume-Uni) :
  -  Médaille d'or sur 200 m brasse (RM).
  -  Médaille d'or sur le relais 4 × 100 m 4 nages
  -  Médaille d'argent sur 100 m brasse.

### Championnats du monde
- Championnats du monde 2011 à Shanghai (Chine) :
  -  Médaille d'or du 100 m brasse.
  -  Médaille d'or du 200 m brasse.
  -  médaille d'or du relais 4 × 100 m 4 nages.
  -  Médaille de bronze du 50 m brasse.
- Championnats du monde en petit bassin 2010 à Dubaï (Émirats arabes unis) :
  -  Médaille d'or du 50 m brasse.
  -  Médaille d'or du 100 m brasse.
  -  Médaille d'or du 200 m brasse.
  -  Médaille d'argent du relais 4 × 100 m quatre nages.
- Championnats du monde 2009 à Rome (Italie) :
  -  Médaille d'or du 100 m brasse.
  -  Médaille d'argent du 50 m brasse.

### Championnats Pan-Pacific
- Championnats Pan-Pacific 2010 à Irvine (États-Unis) :
  -  Médaille d'or du 100 m brasse.
  -  Médaille d'or du 200 m brasse.
  -  Médaille d'or du 4 × 100 m quatre nages.

## Records

### Records personnels
Ces tableaux détaillent les records personnels de Rebecca Soni en grand bassin et en petit bassin à ce jour. L'indication RM précise que le record personnel de l'Américaine constitue l'actuel record du monde de l'épreuve en question.
| Épreuve      | Temps              | Compétition                | Lieu                 | Date       |
| 50 m brasse  | 30 s 11            | Championnats du monde 2009 | Rome, Italie         | 02/08/2009 |
| 100 m brasse | 1 min 4 s 84       | Championnats du monde 2009 | Rome, Italie         | 27/07/2009 |
| 200 m brasse | 2 min 19 s 59 – RM | Jeux olympiques 2012       | Londres, Royaume-Uni | 02/08/2012 |

| Épreuve      | Temps              | Compétition                | Lieu                       | Date       |
| 50 m brasse  | 29 s 83            | Championnats du monde 2010 | Dubaï, Émirats arabes unis | 16/12/2010 |
| 100 m brasse | 1 min 2 s 70 – RM  | Duel in the Pool 2009      | Manchester, Royaume-Uni    | 19/12/2009 |
| 200 m brasse | 2 min 14 s 57 – RM | Duel in the Pool 2009      | Manchester, Royaume-Uni    | 18/12/2009 |